# Cudal Airport
Cudal Airport är en flygplats i Australien. Den ligger i kommunen Cabonne och delstaten New South Wales, i den sydöstra delen av landet, omkring 240 kilometer väster om delstatshuvudstaden Sydney. Cudal Airport ligger 479 meter över havet.
Runt Cudal Airport är det mycket glesbefolkat, med 2 invånare per kvadratkilometer.. Närmaste större samhälle är Cargo, omkring 17 kilometer söder om Cudal Airport.
Trakten runt Cudal Airport består till största delen av jordbruksmark. Genomsnittlig årsnederbörd är 773 millimeter. Den regnigaste månaden är februari, med i genomsnitt 149 mm nederbörd, och den torraste är november, med 27 mm nederbörd.